# 코케이우스 씨족
코케이우스 씨족(gens Cocceia)은 고대 로마의 플레브스계 가문이다. 코케이우스 겐스 (씨족)는 공화정 말기에 처음으로 언급되었으며, 네르바 황제가 속했던 가문으로 가장 잘 알려져 있다.

## 기원
사임에 의하면, 코케이우스 씨족은 움브리아 출신이라 한다.

## 코케이우스 씨족이 사용한 프라이노멘
코케이우스 씨족은 '마르쿠스', '루키우스', '섹스투스', '가이우스' 등의 프라이노멘을 사용했으며, 이 중에 마르쿠스는 코케이우스 네르바 씨족들이 애용하였다.

## 코케이우스 일족의 분파 및 코그노멘
공화정 말 시기에 알려진 코케이우스 씨족의 유일한 가문은 '네르바'라는 코그노멘을 갖고 있었다. 코케이우스 가문의 인물들이 지녔던 여러 코그노멘에는 '아욱투스', '발부스', '게니알리스', '유스투스', '네포스', '니그리누스', '프로쿨루스', '루피누스', '베루스' 등이 있었다.

### 코케이우스 네르바
- 루키우스 코케이우스 네르바 - 기원전 40년에 마르쿠스 안토니우스와 옥타비아누스의 화해를 이끌었다. 기원전 36년에 집정관이었던 마르쿠스 코케이우스 네르바와 동일 인물인 가능성이 있다.[4]
- 마르쿠스 코케이우스 네르바 - 기원전 36년의 집정관
- 마르쿠스 코케이우스 (M. f.) 네르바 - 티베리우스의 친구로, 법을 수학했으며, 여러 책을 저술했으나 현재는 소실되었다. 그는 네르바 황제의 조부이기도 하다.
- 마르쿠스 코케이우스 M. f. (M. n.) 네르바 - 다른 한편으로는 '네르바 필리우스'로 알려졌고, 법학자의 아들로서 아버지의 길을 따랐으며 네르바 황제의 아버지이다.
- 마르쿠스 코케이우스 M. f. M. n. 네르바 - 서기 96년부터 98년까지 황제이다.
- 코케이아 - 네르바 황제의 자매로, 티티아누스의 아내이다.

### 그 외 인물들
- 루키우스 코케이우스 아욱투스 - 아우구스투스 시기 유명한 건축가.
- 가이우스 코케이우스 발부스 - 기원전 39년의 보좌 집정관.[3]
- 코케이우스 카이시아누스.[3]
- 마르쿠스 코케이우스 게니알리스.[3]
- 코케이우스 율리아누스 시네시우스.[3]
- 코케이우스 유스투스.[3]
- 코케이우스 미니키아누스.[3]
- 마르쿠스 코케이우스 M. f. 네포스.[3]
- 마르쿠스 코케이우스 니그리누스.[3]
- 코케이우스 프로쿨루스.[3]
- 코케이우스 루피누스.[3]
- 코케이우스 벤니아누스.[3]
- 코케이우스 베루스.[3]
- 섹스투스 코케이우스 세베리아누스 호노리누스- 서기 147년의 보좌 집정관.
- 섹스투스 코케이우스 비비아누스.
- 마르쿠스 코케이우스 아니키우스 파우스투스 플라비아누스 - 서기 250년경의 보좌 집정관.
- 섹스투스 코케이우스 아니키우스 파우스투스 파울리누스 - 서기 260년경의 보좌 집정관.
- 마르쿠스 코케이우스 Sex. f. 아니키우스 파우스투스 플라비아누스.[3]